# Državljanska lista
Državljanska lista (DL) je nekdanja slovenska zunajparlamentarna politična stranka, ki je bila z imenom Državljanska lista Gregorja Viranta ustanovljena 21. oktobra 2011 z namenom nastopa na državnozborskih volitvah istega leta. Stranka se je izoblikovala okoli Gregorja Viranta, ministra za javno upravo v času prve Janševe vlade.
Sodelovanje na listi za volitve so poleg Viranta napovedali še: Janez Šušteršič, Jani Soršak, Anton Štihec, Igor Magdić, Sašo Matas in Andrejka Grlič. Še pred uradno ustanovitvijo je stranka veljala za eno od treh največjih strank, ki bi jih volivci volili. Na predčasnih volitvah v Državni zbor leta 2014 je izpadla iz parlamenta.

## Zgodovina
Na ustanovnem kongresu je bil za predsednika stranke izvoljen Virant in za podpredsednika Janez Šušteršič. V izvršni odbor so bili izvoljeni Virant, Šušteršič in Soršek, medtem ko so bili v svet stranke izvoljeni: Aleksandra Markovič Predan, Katarina Hočevar, Marko Pavliha, Janko Jenko, Fidel Krupić, Tina Zajec in Tomaž Štih.
Na državnozborskih volitvah, ki so potekale 4. decembra 2011, je stranka osvojila 8 poslanskih mest. Stranka je sodelovala v vladi, ki jo je sestavil Janez Janša, dokler Komisija za preprečevanje korupcije ni izdala poročila, ki je bilo obremenjujoče za predsednika vlade. Ker Janez Janša ni bil pripravljen odstopiti z mesta predsednika vlade, je stranka sodelovala v skupini strank, ki so 27. februarja 2013 izglasovale konstruktivno nezaupnico vladi. S 55 glasovi za in 33 proti je postala mandatarka za sestavo nove vlade Republike Slovenije Alenka Bratušek. Stranka je nato sodelovala v vladi Alenke Bratušek.
Stranka je na volitvah v Evropski parlament leta 2014 v Sloveniji dobila 1,12 % glasov in ni osvojila nobenega mandata. Zaradi tega je Gregor Virant odstopil z mesta predsednika stranke, nadomestil pa ga je Bojan Starman.
Na volitvah v državni zbor 2014 stranka ni dosegla parlamentarnega praga in je izpadla iz parlamenta. Konec leta so člani stranke na izrednem kongresu zavrnili predlog za razpustitev, vendar je stranka ostala neaktivna. Iz registra političnih strank je bila izbrisana leta 2024.